# Bit error rate test
Bit Error Rate Test ou BERT ou ainda na tradução literal para português Testador de taxa de bits errados, é um instrumento eletrônico para medição da qualidade de meios de transmissão digital.
Normalmente é composto por duas unidades que trabalham independente uma da outra (mesmo que nas versões compactas estes dois módulos possam estar montados numa mesma caixa). A unidades transmissora gera um padrão de dados seguinte regras predefinidas que são então aplicados a um meio de transmissão. A unidade receptora, que deve estar ajustada para identificar o mesmo padrão que foi transmitido, recebe os dados e faz uma análise buscando por bits errados, e então calcula a eficiência do meio pelo qual os dados foram transmitidos.

## Padrões
Normalmente o BERT pode ser configurado para gerar/receber padrões de dados personalizados ou então outros que são comumente usados para fins de prova, os mais comuns são:
- All 0, que contem somente zeros no pacote de dados
- Alternados, que mantem uma sequência constante alternando entre 1's e 0's
- QRSS, a mais usada, que gera uma sequência pseudo-aleatória com não mais de 14 0's em sequência